# Marathon van Parijs 1986
De marathon van Parijs 1986 werd gelopen op zondag 4 mei 1986. Het was de elfde editie van deze marathon.
De wedstrijd bij de mannen werd gewonnen door Ahmed Salah uit Djibouti. Met een tijd van 2:12.44 had hij een kleine voorsprong op de Fransman Jacques Lefrand, die in 2:13.03 over de finish kwam. Het was de tweede overwinning van Salah in Parijs. Eerder won hij deze marathon in 1984.
Bij de vrouwen was het tijdsverschil op de meet nog kleiner. De Franse winnares Maria Rebelo was met haar 2:32.16 slechts zeven seconden sneller dan haar landgenote Jocelyne Villeton.
In totaal kwamen 8409 lopers aan de finish. Dit waren zo'n 2000 lopers minder dan in 1984, het drukste jaar tot dan toe.

## Uitslagen

### Mannen
| rang   | naam               | land | tijd    |
| ------ | ------------------ | ---- | ------- |
| Goud   | Ahmed Salah        | DJI  | 2:12.44 |
| Zilver | Jacques Lefrand    | FRA  | 2:13.03 |
| Brons  | Alexandre Gonzalez | FRA  | 2:14.05 |
| 4      | Djama Robleh       | DJI  | 2:14.24 |
| 5      | Omar Moussa        | DJI  | 2:14.52 |
| 6      | Jean-Jacques Pade  | FRA  | 2:15.22 |
| 7      | Alain Lazare       | FRA  | 2:15.32 |
| 8      | Jacques Boxberger  | FRA  | 2:16.07 |
| 9      | Jacques Marechet   | FRA  | 2:18.30 |
| 10     | Christian Prince   | FRA  | 2:19.44 |

### Vrouwen
| rang   | naam               | land | tijd    |
| ------ | ------------------ | ---- | ------- |
| Goud   | Maria Rebelo       | FRA  | 2:32.16 |
| Zilver | Jocelyne Villeton  | FRA  | 2:32.23 |
| Brons  | Sylviane Levesque  | FRA  | 2:34.40 |
| 4      | Chantal Langlacé   | FRA  | 2:36.56 |
| 5      | Evelyne Gastineau  | FRA  | 2:46.29 |
| 6      | Françoise Dupont   | FRA  | 2:51.40 |
| 7      | Martine Cubizolles | FRA  | 2:53.11 |

1976 ·
1977 ·
1978 ·
1979 ·
1980 ·
1981 ·
1982 ·
1983 ·
1984 ·
1985 ·
1986 ·
1987 ·
1988 ·
1989 ·
1990 ·
1991 ·
1992 ·
1993 ·
1994 ·
1995 ·
1996 ·
1997 ·
1998 ·
1999 ·
2000 ·
2001 ·
2002 ·
2003 ·
2004 ·
2005 ·
2006 ·
2007 ·
2008 ·
2009 ·
2010 ·
2011 · 
2012 · 
2013 ·
2014 ·
2015 ·
2016 ·
2017